# Първолета Маджарска
Първолета Маджарска е българска поетеса.

## Биография
Първолета Маджарска е родена на 4 август 1955 г. в гр. Радомир. Завършила е Великотърновския университет „Св. св. Кирил и Методий“, специалност Българска филология, и изобразително изкуство в Педагогическия колеж „Св. Иван Рилски“ – в структурата на Техническия университет, София. Закрит с ПМС № 128 от 2006 г.
Била е учител по изобразително изкуство в Средно общообразователно училище „Гео Милев“, гр. Трън. Работила е като журналист в окръжния вестник „Димитровско знаме“ и в общинския „Нов пернишки вестник“, „Перник експрес“, „Регион експрес“, „Зона Перник“. Била е кореспондент на в. „Струма“. От 1997 г. е уредник в Художествена галерия, Перник.
Има награди от национални и международни конкурси. Стиховете ѝ са превеждани на английски, полски, украински, сърбохърватски и руски език.
От 2012 г. е основател и главен редактор на алманах-списание „Културна палитра“ за литература, изкуство и креативност.
Член на Съюза на независимите български писатели (2000) и на Движението на Световните поети (2010).

## Произведения

### Поезия
- „Ангел с ахилесова пета“ (1997)[5]
- „Живей сега“ (2001)
- „Детето плаче като Бог“ (2006)
- „Ще се видим в Рая“ (2008)
- „Къде Икарите гнездят“ (2014)
- „Мадоната и птиците“ (2015)

## Награди
- първа награда на Мелнишките вечери на поезията (2009), литературна награда на фондация „Спартак“ (2006), награда за хайку (2010 и 2012); Награда на литературното списание „Ирин Пирин“ за цикъл стихове (2013);
- трета награда от Националния конкурс за лирично стихотворение на името на Петко и Пенчо Славейкови (или Националната „Славейкова награда“), Трявна (2008);
- първо място в Националния поетичен конкурс „Жената – любима и майка“, Свиленград (2010)[6];
- първа награда за поезия от първия литературен конкурс в памет на Рада Казалийска на НЧ“Добри Чинтулов-1935“ и Дамски литературен салон „Евгения Марс“ (2011);[7]
- втора награда от Петия национален конкурс за поезия „Биньо Иванов“, Кюстендил, 2011; [8]
- втора награда в първия национален конкурс за фото-хайга „Сезони“, организиран от Фотографско Общество – Варна, ЗИМА;[9]
- първа награда за поезия в конкурса „125 г. от рождението на Петър Димков – Лечител и будител“ (2012);
- второ място в ХVIII национален конкурс за непубликувана детска поезия „Стоян Дринов“ (2012); [10]